# Puente San Luis
El puente Saint-Louis es un puente parisino sobre el río Sena que se encuentra en el IV Distrito de la ciudad. Une las islas de la Cité con la Isla Saint-Louis.
En 1999, quedó incluido dentro de la delimitación del ámbito de Riberas del Sena en París, bien declarado patrimonio de la Humanidad por la Unesco.

## Historia
Varios han sido los puentes en ubicarse entre las dos islas a lo largo de la Historia. El primero de ellos, llamado Puente Saint-Landry data de 1630. Apenas cuatro años después de su construcción se derrumba y es reconstruido en 1656 por un puente que aún duraría menos tiempo, dado que unas inundaciones obligan su demolición en 1657. Hay que esperar hasta 1717 para que un nuevo puente de madera vea la luz. Esta nueva obra conocida bajo el nombre de Puente Rojo se viene abajo en 1795 en otra fuerte crecida del río Sena. En 1804 es reconstruido. En 1862, se opta por realizar un puente metálico. 
Durante el siglo XX el puente protagoniza varios accidentes debidos a la navegación fluvial. El más grave acontece el 22 de diciembre de 1939 cuando fallecen tres personas.
En 1968 se inicia la construcción de la versión actual del puente, inaugurándose el mismo en 1970.

## Descripción
Es un puente esencialmente metálico, de viga, sin apoyos en el agua. Mide 67 metros de largo y 16 de ancho. Carece de elementos decorativos y mantiene un diseño muy sobrio para no rivalizar con la vecina Catedral de Notre Dame.